# Calydorea mexicana
Calydorea mexicana là một loài thực vật có hoa trong họ Diên vĩ. Loài này được (R.C.Foster) Goldblatt & Henrich miêu tả khoa học đầu tiên năm 1991.